# 李岳 (长江支队)
李岳（1904年10月—1963年2月27日），原名李玉春，男，河南济源人，中国共产党早期成员，中华人民共和国政治人物。

## 生平
李岳于1938年6月参加中共抗日活动，8月加入中国共产党，并工作于晋豫边区八路军抗日游击队。1942年底任沁水县公安局局长，1944年初任王屋县公安局局长，1947年任济源县武装委员会主任。
第二次国共内战时期，李岳加入中国人民解放军长江支队，南下抵达福建后，担任霞浦县武委会主任，1952年3月继赵守训代理霞浦县县长，8月转正，并接任霞浦县委书记和县人大常委会主席。1954年11月，调任中共福安地委农工部部长，后任专区行署副专员。1957年5月，李岳复任霞浦县委书记。1960年2月，升任福建省卫生厅副厅长、党组副书记。
1963年2月27日，李岳因胃癌逝世，享年59岁。

## 身后
逝世后，福建省人民政府追认他为革命烈士。